# Colorimetria

Espectro de cores.

Colorimetria é a ciência e o conjunto de tecnologias envolvidas tanto na quantificação quanto na investigação física do fenômeno de percepção de cores pelos seres humanos. Em sua etimologia temos do latim COLOR (cor) e METRIA (medida) sugerindo que se trata da mensuração da temperatura da cor, seu grau de matiz, saturação e luminosidade. Está também relacionada à medição do espectro referente à radiação da cor seja ela emitida em luz ou refletida. Os aspectos psicológicos da cor são objeto de estudo da psicologia da cor e seu estudo dentro da composição estética pertence à cromática, ciência que estuda a harmonia entre as cores.. Em suma a Cromática estuda as cores em suas dimensões.
Para utilização de um colorímetro, devem ser preparadas soluções de diferentes concentrações, sendo uma solução de controle na qual sua concentração seja conhecida. A fim de mensurar uma concentração de uma solução desconhecida, pode-se compará-la à  soluções padrão (concentrações conhecidas), uma vez que a coloração da solução depende da concentração e do caminho óptico. 
Com a evolução da colorimetria hoje contamos com espectrofotômetros calibrados, rastreáveis a padrões primários, que fornecem precisamente a posição de uma cor no espaço colorimétrico tridimensional.
 Há também colorímetros eletrônicos automatizados, que para fornecerem resultados fidedignos, devem ser calibrados com uma cubeta contendo a solução de controle (concentração conhecida). Utilizando a lei de Beer-Lambert, pode-se calcular a concentração de uma amostra, a partir da intensidade da luz antes e depois de atravessar a amostra .

## Espectrofotômetro
É um instrumento no qual contém componentes em que geram energia luminosa e selecionam um comprimento de onda de luz específico. Em seguida, atravessa o raio de luz na amostra, mensurando a mudança da intensidade do feixe de luz após a travessia e, então, em um display, indica o valor da intensidade da luz. A espectrofotometria é o mais usado método de análises óptico.

## Métodos de Avaliação[4]
Pode-se avaliar a colorimetria a partir de métodos visuais e instrumentais.
No método visual o observador humano tem o controle da reprodução de cores e avaliação final de imagens. Para isso é preciso que sejam definidas as condições de observação além de condições padronizadas baseadas em normas ( a norma mais utilizada é a ASTM D 1729-96) com critérios como iluminação, preparação de amostras, formato de relatório, cor interna de paredes e fundos, etc. Para  o  método instrumental tem-se mais eficiência e qualidade nas medições de cores sendo feitas através de colorímetros ou espectrofotômetros.
O Colorímetro funciona de forma análoga ao sistema visual humano, separando os com componentes RGB* da luz, porém o equipamento geralmente é limitado na especificação da Iluminação Padrão e Observador padrão sendo possível,em alguns colorímetros, diferenciar os iluminantes.
Ao contrario da eficiência e praticidade que trás um colorímetro, temos uma deficiência na incapacidade de detectar metamerismo.
Um aspecto a levar-se em conta na analise colorimétrica é a geometria do instrumento, onde o ângulo pelo qual a amostra é iluminada ou detectada pode afetar a curva de refletância.

## Procedimento de medição de cor
Para que a cor possa se classificar e reproduzir, é necessário padroniza-la. Para sua medição devemos adicionar os estímulos resposta de cor e a normalização para a curva de resposta espectral do fotorreceptor sensível à cor. A curva do CIE (Comissão Internacional de Iluminação) é usada como referencia é conhecida como função colorímetro. A cor subjetivo só existe no olho e no cérebro humano não sendo uma característica do objeto. Os cones da retina são os fotorreceptores do olho humano, e existem diferentes tipos com diferentes sensibilidades a diferentes partes do espectro de luz.
Segundo o matemático alemão Israel moreno que enunciou uma lei de mistura de aditivo de cor, qualquer cor pode ser expressa da cor de 3 cores primárias. A aplicação da sua lei é chamada equação de cor unitária que é semelhante ao triângulo de cor internacional. A área entre as 3 curvas desse método ada origem a 3 valores (coordenada X, Y e Z) ligado a coordenadas cromáticas ( X e Y) por relações ideais. Para o ensino da colorimetria é recomendado o uso de 8 cores básicas ou primárias ( amarelo, magenta, ciano, vermelho, azul, verde, branco e preto).

## Características
Para aferição da cor, esta será dividida em três características específicas - o tom (matiz ou tonalidade), a luminosidade (ou claridade) e a saturação (pureza ou vivacidade).
- Tom - também traduzido como matiz ou tonalidade (do inglês: hue) é fisicamente o intervalo de longitude de onda entre o qual se pode escrever uma determinada cor. Na prática, é a característica que faz com que possa se reconhecer uma cor como sendo vermelha, uma outra como sendo azul, e assim por diante.

- Luminosidade - também chamada de claridade (do inglês: lightness) é a característica que faz com que a cor apareça mais clara ou mais escura do que uma outra, independentemente de sua saturação.

- Saturação - termo também conhecido como pureza ou vivacidade (do inglês, pelo grego: chroma) é o atributo da cor que indica o grau de saturação de uma cor em termos do seu conteúdo cromático. As cores da natureza são sempre mais ou menos saturadas. As cores mais saturadas são aquelas que não são originárias de pigmentos, mas sim de fenômenos interferenciais. No procedimento fotográfico, especialmente no indireto (negativo-positivo ou positivo-positivo), a saturação do corante tem uma função determinante na qualidade do resultado final.